# Organització militar ucraïnesa
L'Organització militar ucraïnesa (ucraïnès: Українська Військова Організація, UVO) fou un moviment ucraïnès de resistència i sabotatge actiu a l'est de la Petita Polònia durant el període d'entreguerres. Inicialment encapçalada per Ievhèn Konovàlets, va promoure la idea de la lluita armada per la independència d'Ucraïna.

## Història
Creat per ex membres de la Unitat dels Fusellers de la Sitx a l'agost de 1920 a Praga, l'UVO va ser un moviment polític i militar secret. Al principi va funcionar en tots els països amb minories ucraïneses (és a dir Polònia, Txecoslovàquia, la Rússia bolxevic i Romania), i amb el temps es va concentrar en accions només a Polònia. També va participar activament en la diàspora ucraïnesa a l'estranger, sobretot a Alemanya, Lituània, Àustria i Ciutat Lliure de Danzig.
A part de l'educació militar de la joventut ucraïnesa, l'UVO va tractar d'impedir la cooperació entre els ucraïnesos i les autoritats poloneses. L'UVO va estar involucrat en una amarga lluita amb els polonesos durant la dècada de 1920. El grup va ser tractat amb duresa i va respondre amb violència. Era, però, més aviat un grup de protecció militar en lloc d'un grup terrorista clandestí. Va organitzar una sèrie d'intents d'assassinat d'alguns dels més famosos polítics polonesos i ucraïnesos, alguns dels quals van tenir èxit. Entre aquests intents hi va haver un assalt fallit a Józef Piłsudski i al voivoda de Lwów Kazimierz Grabowski el 25 de setembre de 1921, l'assassinat d'èxit del poeta ucraïnès Sídir Tverdokhlib i els assassinats dels activistes ucraïneses Vassil Pihulak i Ivan Bakhmasxk el 1922, així com un atac fallit contra el president de Polònia Stanisław Wojciechowski en 1924 i el vicepresident del Bloc no Partidista de Col·laboració amb el Govern (BBWR) Tadeusz Hołówko. Va organitzar tres atacs amb bombes a la Fira Comercial de l'Est a Lwów, el 1929, va posar bombes a estacions de tren, vies de ferrocarril, gasolineres, va cremar i va ver saltar pels aires edificis de la policia (per exemple, a Jaworowo, Gródek, Uhnów, Lubaczów) i llars poloneses; també fou activa en la destrucció de telègrafs, pals de telèfon i va cometre una sèrie d'atacs d'expropiació - entre ells - el robatori de 100.000 zloty (llavors l'equivalent a 20.000 dòlars) d'una oficina de correus de Lwów el 1925. Les accions terroristes de l'UVO es van convertir en una de les raons per a la creació de Cos de Defensa Fronterera de Polònia.
Al maig de 1923, Ievhèn Konovàlets i Friedrich Gempp - cap de l'Abteilung Abwehr del Reichswehrministerium (Ministeri de la Guerra) - van signar un acord segons el qual l'UVO portaria a terme tasques d'espionatge contra Polònia (tasca que proporcionaria a Berlín informació política, militar i econòmica), mentre que de la banda alemanya es proporcionaria ajuda financera i material militar per a l'"activitat revolucionària". El 1927, l'Organització militar ucraïnesa va rebre 9.000 reichsmarks del servei d'intel·ligència alemany. Els alemanys van recolzar l'entrenament militar dels nacionalistes ucraïnesos a Prússia Oriental, mentre que la ciutat lliure de Danzig (Gdańsk) va esdevenir un lloc de trànsit important per als diners, les armes i les municions.
Originalment sota l'autoritat nominal del govern en l'exili de la República Popular d'Ucraïna Occidental, l'any 1925 després d'una lluita de poder, tots els partidaris de Ievhèn Petruixèvitx, llavors president a l'exili de la República Popular d'Ucraïna Occidental, van ser expulsats.
Si bé formalment l'UVO existí fins a la Segona Guerra Mundial, entre 1929 i 1934 va passar a formar part de la recentment formada Organització dels Nacionalistes Ucraïnesos. A part de Ievhèn Konovàlets, altres líders notables de l'UVO foren Andrí Mèlnik i Iaroslav Indixevski.